# Iosif Chugoshvili
Iosif Chugoshvili –en bielorruso, Іосіф Чугашвілі, Iosef Chugashvili; en georgiano, იოსებ ჩუგოშვილი, Ioseb Chugoshvili– (Telavi, 27 de junio de 1986) es un deportista bielorruso de origen georgiano que compite en lucha grecorromana.
Ganó una medalla de bronce en los Juegos Europeos de Bakú 2015 y dos medallas de bronce en el Campeonato Europeo de Lucha, en los años 2008 y 2016.
Participó en los Juegos Olímpicos de Londres 2012, ocupando el quinto lugar en la categoría de 120 kg.

## Palmarés internacional
| Juegos Europeos    | Juegos Europeos     | Juegos Europeos   | Juegos Europeos |
| Año                | Lugar               | Medalla           | Categoría       |
| ------------------ | ------------------- | ----------------- | --------------- |
| 2015               | Bakú (Azerbaiyán)   | Medalla de bronce | 130 kg          |
| Campeonato Europeo |                     |                   |                 |
| Año                | Lugar               | Medalla           | Categoría       |
| 2008               | Tampere (Finlandia) | Medalla de bronce | 120 kg          |
| 2016               | Riga (Letonia)      | Medalla de bronce | 130 kg          |